# Майкл Гілдей
Майкл Мартін Гілдей (англ. Michael Martin Gilday; нар. 10 жовтня 1962, Ловелл) — американський воєначальник, адмірал Військово-морських США (2019), 32-й керівник військово-морськими операціями (2019-2023), Директор Об'єднаного штабу, командувач 10-го флоту та Кібернетичного Командування ВМС США. Учасник війни в Перській затоці.

## Біографія
Майкл Гілдей народився 10 жовтня 1962 року в місті Ловелл, у штаті Массачусетс. Поступив на навчання до Військово-морської академії США, яку закінчив у 1985 році. Військову службу проходив переважно у надводних силах американського флоту. Проходив службу на кораблях «Чендлер», «Принстон», а також командував есмінцями «Бенфолд» і «Гіггінс», а також 7-ю ескадрою есмінців. В подальшому займав посади в Бюро військово-морського персоналу штабу начальника військово-морських операцій (Управління стратегічних планів і політики), та штабу заступника начальника військово-морськими операціями. Серед його спільних обов'язків — помічник президента з військово-морських сил і виконавчий помічник Голови Об'єднаного комітету начальників штабів. Гілдей був нагороджений медаллю ВМС за проявлені лідерські якості та відвагу за його дії на борту крейсера «Принстон», коли корабель був пошкоджений іракською міною під час війни в Перській затоці.
Будучи старшим офіцером, Гілдей працював директором з операцій Об'єднаного командування сил НАТО в Лісабоні та директором з операцій Кіберкомандування США. 14 липня 2016 року він призначений командувачем Кіберкомандування флоту та 10-го флоту США. У травні 2018 року був призначений директором з операцій Об'єднаного комітету начальників штабів, а з 1 березня 2019 року став директором Об'єднаного штабу.
11 липня 2019 року Гілдей був номінований на посаду наступного керівника військово-морських операцій. 1 серпня Сенат США одностайно проголосував за присвоєння Гілдею звання повного адмірала за рекомендацією Комітету Сенату зі збройних сил й у вересні 2019 року змінив на посаді CNO адмірала Джона М. Річардсона.
Його повноваження на посаді керівника військово-морських операцій закінчуються 21 серпня 2023 року.